# The Ghoul (film 1933)
The Ghoul è un film del 1933 diretto da T. Hayes Hunter.
Film horror britannico tratto dall'omonimo romanzo di Frank King e interpretato da Boris Karloff, Cedric Hardwicke e Ernest Thesiger.
Solo nei primi anni settanta alcune copie della pellicola sono tornate alla luce; per molto tempo si era pensato che tutte le copie fossero andate distrutte.

## Trama
Il professor Morlant viene sepolto, per sua volontà, con un gioiello egiziano che dovrebbe garantirgli la vita eterna. Quando un suo assistente, Laing si impadronisce del gioiello, il professore risorge con lo scopo di impossessarsene nuovamente.

## Distribuzione
La pellicola è entrata nel pubblico dominio negli Stati Uniti.

## Rifacimento
Il film Sette allegri cadaveri (What a Carve Up!, conosciuto anche come No Place Like Homicide!, diretto da Pat Jackson nel 1961 e interpretato da Sid James, Kenneth Connor e Shirley Eaton) è un remake della pellicola di T. Hayes Hunter.